# Alvar Cawén

Alvar Cawén (født 8. juni 1886 i Korpilahti ved Jyväskylä; død 3. marts 1935 i Helsinki) var en finsk maler.
Som ung var Cawén utilfreds med den disciplin han blev mødt med i de skoler han gik på og forlod dem for at tage til Helsinki og blive kunstner. Han studerede 1905-07 ved den finske kunstforenings tegneskole og fra 1908 ved private kunstakademier i Paris med studierejser til Bretagne og Spanien, hvor især El Greco gjorde indtryk på ham. I Paris blev han blandt andet inspireret af fauvisterne, kubismen og Paul Gauguin.
| - Værker af Alvar Cawén efter år - Landskab ved Korpilahti/Jyväskylä Ca. 1908 - Skörtist, tidlig 20. århundrede - Dreng i Bretagne, 1912 - Badende på stranden , 1912 - Circus i Paris, 1913 - Mimose, 1914 - Kvindeportræt, 1915 - Landskab fra Frankrig, 1917 - Vindue, 1917 - Ved vinduet, 1918 - Tåget dag, 1918 - På fabrikken, 1919 - Syersker, 1920 - Medlemmer af "Novembergruppen", 1921 - Vuggevise, 1921 - Violinspiller, 1922 - Blind musikant, 1922 - Maleren Ragni Cawén (sv) (1891-1981) Cawéns hustru - Rekonvalescenten, 1923 - Blind, 1926 |

| - Tømmerflådning på elven - Tømmerflødere, 1934 - "Mäntä Rapid", 1934 |